# Infermiere
L'infermiere è il professionista socio-sanitario responsabile della pianificazione e gestione del processo assistenziale (assistenza infermieristica), ossia l'attività curativa, riabilitativa, palliativa, educativa e preventiva rivolta all'individuo, alla comunità o alla popolazione, svolta su individui malati o sani, al fine di recuperare uno stato di salute adeguato e/o di prevenire l'insorgenza di alterazioni morfo-funzionali.
Secondo un rapporto dell'OMS, gli infermieri rappresentano il 59% della forza lavoro nel settore sanitario, di cui globalmente il 90% costituito da donne. Tuttavia significative differenze si riscontrano al variare della regione considerata: in Africa ad esempio il rapporto donne-uomini è di 3:1.

## Storia

### Dal medioevo ed età moderna
Nel Medioevo e fino all'età moderna, l'assistenza infermieristica è generalmente erogata da religiosi. Tra gli esempi più famosi si menziona Caterina da Siena (facente parte del terzo ordine domenicano), che nel XIV secolo in Italia curava i malati di peste, mettendo in alcuni casi a repentaglio la sua vita per assisterli.
Le rivoluzioni e le epidemie, negli Stati Uniti d'America, portarono a un'espansione del ruolo infermieristico nel XVIII secolo. I problemi correlati ai bisogni di assistenza erano legati a motivi igienico-sanitari e ai bassi standard di vita.
Il calo di mortalità iniziatosi nel XVIII secolo diventa più marcato nel XIX secolo. I motivi per i quali si muore meno sono riconducibili a due: il primo è un sostanziale miglioramento delle condizioni di vita, il secondo motivo riguarda i frutti della rivoluzione scientifica che si incominciano a vedere dal decennio 1870-80.

### XIX secolo e il ruolo di Florence Nightingale
In Inghilterra la rivoluzione industriale ha portato, all'inizio del XIX secolo, a un progressivo abbandono del lavoro agricolo da parte della popolazione rurale e al suo progressivo trasformarsi in "proletaria". Parallelamente, si assiste ad una soppressione dell'artigianato, e l'enorme massa dei lavoratori riuniti nella classe operaia si ritrova in una situazione di sfruttamento lavorativo e con abitazioni dagli affitti molto elevati ma prive di fogne o in comunicazione con i condotti dell'acqua, che presentano quindi condizioni igieniche terribilmente scadenti. Questa situazione porta nel 1832 alla prima epidemia inglese di colera. La povertà, le lunghe giornate lavorative e la diffusione delle malattie fecero sì che si ricercasse e aumentasse la figura professionale dell'infermiere che operasse per la salute della comunità.
Florence Nightingale, conosciuta come la fondatrice dell'infermieristica moderna, apparteneva a una famiglia inglese ricchissima e grazie, agli insegnamenti del padre, ottenne un'istruzione completa con un elevato risultato culturale. Nacque il 12 maggio del 1820 in Italia, a Firenze. Intraprese la professione infermieristica contro i desideri della famiglia.

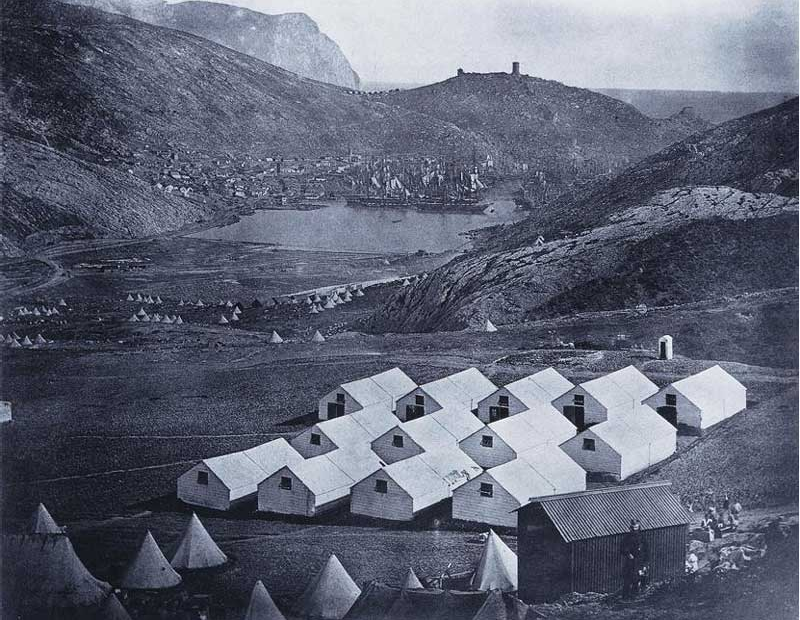
Accampamento inglese a Balaklava - 1855

Nel 1854 l'Inghilterra entrò in guerra, con una spedizione nel Mar Nero, in Crimea, a fianco dei francesi e in aiuto alla Turchia contro la Russia. La campagna militare inglese fu positiva ma incombeva un grosso problema: i feriti e i malati della guerra morivano per mancanza di assistenza. Il ministro della guerra inglese Herbert inviò Florence Nightingale in Crimea con un gruppo di donne in qualità di sovraintendente del corpo delle infermiere degli ospedali inglesi in Turchia con il compito di organizzare la sfera assistenziale. Le principali cause di morte erano dovute alle epidemie di colera e di tifo, alla gangrena e alla dissenteria, ma non strettamente correlate alle ferite di guerra. Florence Nightingale attuò una serie di provvedimenti quali igiene degli ambienti, biancheria, tecniche di sterilizzazione e diete speciali. In sei mesi la Nightingale riuscì a ridurre la mortalità dal 42% al 2%. L'opinione pubblica inglese, successivamente alla guerra di Crimea, cambiò idea nei confronti dell'importanza della figura dell'infermiere, in quanto "diviene simbolo di forza, misericordia, padronanza di sé di fronte al dolore, altruismo e solidarietà."  Nel 1860 pubblicò il libro "Notes on Nursing" e fondò la "Nightingale Training School for Nurses". La scuola si basò su due principi fondamentali:
1. l'internato obbligatorio delle allieve nella "casa dell'infermiera": l'intento della Nightingale è di formare il carattere dell'infermiera secondo criteri morali estremamente rigidi;
2. la formazione infermieristica basata sul sapere, l'istruzione e la conoscenza: lezioni teoriche giornaliere vengono impartite da medici, infermieri e capireparto e le allieve sono sottoposte a esami e verifiche; l'istruzione secondo la Nightingale non prevede alcuna interferenza nell'ambito medico, senza la sovrapposizione di attribuzioni, ma piuttosto le figure di infermiera e medico si sostengono a vicenda per il bene del malato[3].

In Europa incominciano a essere costruiti i primi ospedali e nel 1853 a Napoli viene fondata la prima scuola per infermieri religiosi, precedentemente infatti la cura dei malati era fornita da infermiere-suore.
La prima scuola italiana per infermieri laici fu istituita nel 1880 presso l'Ospedale San Giovanni Battista di Torino, seguita nel 1886 dalla scuola dell'Ospedale Maggiore di Vercelli, entrambe concepite e gestite dal personale medico dei rispettivi istituti. Per volere della principessa di Strongoli, dama di corte della regina Margherita, nel 1895 si aggiunse la scuola della Croce Azzurra presso l'Ospedale Gesù e Maria di Napoli, fondata da Amy Turton e da questa affidata a Grace Baxter, entrambe infermiere di formazione nightingaliana.
Sempre in ambito laico, la prima scuola italiana della Croce rossa fu fondata a Milano nel dicembre 1907 grazie a Sita Camperio Meyer. Meyer fondò anche la Scuola infermieristica di Roma nel 1908, che divenne rapidamente la più famosa d'Italia. Fin dal primo anno ebbe circa 250 iscritti.
In Italia, dopo la seconda metà dell'Ottocento, con l'Unità d'Italia e il pensiero comune dei cittadini, che guarda la salute come competenza statale, comporta che si generassero riforme e leggi atti alla creazione dei primi sistemi di tutela sanitaria e sociale del Regno d'Italia. Con la proclamazione del Regno d'Italia nel 1861, "l'azione sanitaria dello stato è limitata alla difesa della salute della popolazione da cause morbose esterne, prevedendo unicamente la profilassi delle malattie infettive affidata ai prefetti, con l'assistenza sanitaria lasciata alla forma umanitaria o religiosa. In molte regioni sono presenti i medici dei poveri con il compito di curare gratuitamente coloro che sono iscritti in apposite liste, dette di povertà." 
Nel XIX secolo nacquero numerose congregazioni religiose che, oltre all'insegnamento, fondarono ospedali e organizzazioni di assistenza ai malati a domicilio, nonostante la normativa ecclesiastica ancora imponesse alle religiose di non assistere nessuno presso le proprie abitazioni, oltre a escludere le donne incinte e i malati di sesso maschile. "Le suore infermiere, in nome della loro missione, spesso disattendevano queste disposizioni, non negando il loro aiuto ai sofferenti e aprendo continue discussioni con l'istituzione ecclesiastica, come testimonia l'inchiesta generale avviata dalla Sacra Congregazione dei Religiosi nel 1909 in tutto il mondo cattolico, in seguito alle molte proteste per la prassi consolidata delle religiose a prestare assistenza infermieristica, sia a domicilio che negli ospedali, anche agli uomini. Le suore, consapevoli dell'esigenza di una preparazione professionale, ottennero anche da Pio X nel 1905 la possibilità di fondare una scuola professionale per infermiere." 

### XX secolo, le organizzazioni internazionali e le specializzazioni
Negli Stati Uniti e in Inghilterra il modello Nightingale influenza la formazione, l'organizzazione del lavoro e la identificazione professionale, permettendo un'evoluzione professionale infermieristica in rapida ascesa.
Nel 1911 negli Stati Uniti nasce l'organizzazione professionale American Nurses Association (ANA). Successivamente nascono le organizzazioni professionali come la Canadian Nurses Association (CNA), l'International Council of Nurses (ICN), la National League of Nursing (NLN). In Italia invece viene istituita la Federazione italiana degli Infermieri e delle Infermiere degli Ospedali e dei Manicomi.

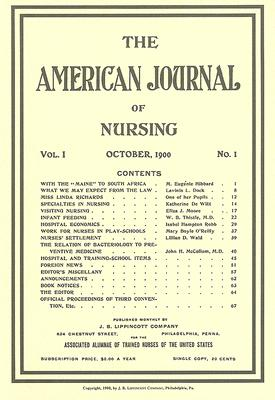
Copertina del primo numero dell'American Journal of Nursing, pubblicato nell'ottobre 1900

La prima rivista infermieristica risale al 1900, ovvero l'American Journal of Nursing (AJN), gestita e pubblicata unicamente da infermieri. Nel 1909 apre la prima scuola universitaria di assistenza infermieristica in Minnesota.

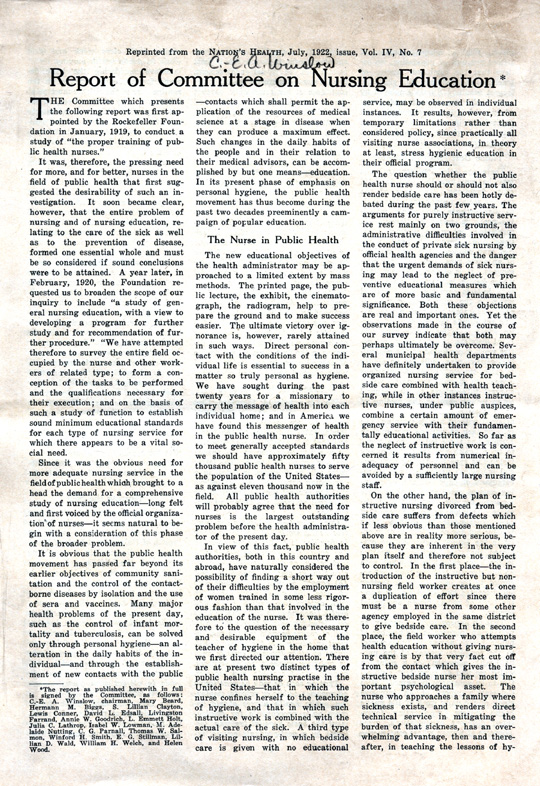
Il "Goldmark report"

Nel 1919 la Rockfeller Foundation fonda la Committee for the Study of Nursing Education per analizzare la formazione infermieristica negli Stati Uniti. La sociologa Josephine Goldmark venne messa a capo della commissione composta inoltre da Annie W. Goodrich, M. Adelaide Nutting, e Lillian Wald.
Nel 1922 si giunge alla pubblicazione di un rapporto noto come Goldmark Report, nel quale si evidenziò che la qualità dei programmi di formazione erano inadeguati, e si raccomandava, quindi:
- Di separare la dirigenza delle scuole infermieristiche dalla dirigenza ospedaliera;
- Che la settimana di studio/lavoro degli studenti non doveva superare le 48 ore;
- Che l'obiettivo dei programmi di tirocinio doveva essere la formazione e non la copertura del servizio;
- Di puntare alla formazione universitaria dei futuri insegnanti.

Inoltre, in funzione di quanto scaturito dal rapporto, la Fondazione Rockefeller finanziò un modello sperimentale di formazione infermieristica che divenne in seguito la Yale School of Nursing, ovvero la prima scuola autonoma di infermieristica con un proprio preside, docenti, bilancio e lauree conformi alle norme universitarie. Considerato un punto fondamentale nella storia dell'educazione infermieristica, i risultati di questo rapporto facilitarono il passaggio dalle scuole infermieristiche ospedaliere all'università negli Stati Uniti.
Nel 1965 il rapporto "Lysaught Report" della National Commission on Nursing and Nursing Education, analizzò numerosi problemi infermieristici fra cui: "il chiarimento dei ruoli e delle funzioni infermieristiche, l'educazione infermieristica e le opportunità di carriera per gli infermieri."

#### Il processo di professionalizzazione del professionista Infermiere
Secondo H. L. Wilensky, un sociologo funzionalista, il processo di professionalizzazione segue una serie di passaggi che hanno una precisa collocazione storica. L'autore si pose l'obiettivo di identificare se esistono delle tappe comuni nei processi di professionalizzazione ed eseguì uno studio negli Stati Uniti negli anni sessanta del XX secolo che servì ad approfondire la storia di 18 professioni, tra cui la professione infermieristica. L'esito della sua ricerca è positiva in quanto esiste una tipica successione di eventi comuni:
- Cominciare a svolgere a tempo pieno l'attività e non più occasionalmente;
- Istituzione di una scuola di formazione;
- Formazione di associazioni professionali;
- Agitazione politica, nel senso di impegno, per guadagnarsi l'appoggio della legge alla protezione dell'area di lavoro, della formazione come prove di abilitazione, legge sull'esercizio;
- Definizione di un proprio codice deontologico.[3][14]

#### Dal sapere culturale al sapere disciplinare secondo Meleis
Se con Wilensky si analizza il processo di professionalizzazione, con l'opera di Afaf Ibrahim Meleis si analizza il passaggio dal sapere culturale a quello disciplinare.
Secondo Meleis, da quando gli infermieri hanno cominciato a prendersi cura degli esseri umani in un modo metodico ed organizzato, essi sono stati coinvolti in una forma di teorizzazione e in un processo di elaborazione teorica infermieristica.
I concetti di assistenza infermieristica, comfort, comunicazione, protezione, guarigione e salute, sono stati utilizzati per guidare la pratica prima di definire l'inizio dell'elaborazione teorica infermieristica.
Meleis, nella sua teoria, individua cinque stadi di evoluzione del sapere professionale:
1. Stadio della pratica;
2. Stadio dell'educazione e dell'amministrazione;
3. Stadio della ricerca;
4. Stadio della teoria;
5. Stadio della filosofia.

Questi stadi hanno distinto e condotto a una evoluzione accademica della disciplina infermieristica definendone il mandato e base teorica:
1. Stadio della pratica: "il mandato dell'assistenza infermieristica è definito come il fornire aiuto per accrescere le possibilità di guarigione e di benessere, il creare un ambiente salutare che aiuti a diminuire la sofferenza e il deterioramento";
2. Stadio dell'educazione e dell'amministrazione: nello sviluppo teorico della disciplina infermieristica, dopo una iniziale pratica di apprendistato, ci si sposta verso problemi correlati alla costituzione dei programmi di studio infermieristici, nei quali gli interrogativi sulla natura dell'assistenza infermieristica portano a ulteriori sviluppi della teorizzazione infermieristica;
3. Stadio della ricerca: "l'attenzione sulla formazione, i curriculum, l'insegnamento, le strategie di apprendimento, l'amministrazione, portano gli infermieri ad interessarsi della ricerca"; gli infermieri sono obbligati a sviluppare le proprie idee e comunicarle al mondo scientifico attraverso la pubblicazione nelle riviste e la presentazione in incontri accademici;
4. Stadio della teoria: in questo stadio gli interrogativi sull'essenza dell'assistenza infermieristica e i suoi obiettivi emergono in modo più organizzato in quanto, i propri autori, cominciano a costruire realtà così come loro le vedono e le proprie teorie vengono influenzate dall'area socioculturale in cui si sviluppano e da cui derivano;
5. Stadio della filosofia: deriva dalle domande poste dopo l'elaborazione teorica; gli infermieri, che cominciano a riflettere sugli aspetti concettuali della pratica professionale e sui metodi per lo sviluppo delle conoscenze infermieristiche, si pongono quesiti filosofici; in questo stadio la filosofia viene considerata un tentativo di comprendere le premesse filosofiche che stanno dietro le teorie e ricerche infermieristiche.[3]

#### Le specializzazioni infermieristiche
Gli anni settanta vengono considerati anni di maggior sviluppo tecnologico, in cui il mondo sanitario vive l'invasione tecnologica più importante della propria storia recente. Con l'avvento delle nuove tecnologie, si sviluppano numerose specializzazioni mediche e numerose tecniche curative; tuttavia, la professione infermieristica che vive questo momento si specializza e focalizza la propria attenzione più sull'avvento tecnologico piuttosto che porre attenzione sulle conseguenti modificazioni dei bisogni di assistenza infermieristica delle persone.
In questi anni, che dal punto di vista storico-culturale sono visti come anni molto confusi e di crisi, " la classe infermieristica è investita da una sorta di crisi di identità, la quale porta gli infermieri a cercare nuove soluzioni e nuovi paradigmi interpretativi della realtà".
Rossetta Brignone introduce il termine nursing nel 1972 in una sua relazione: il termine sta a significare "un taglio netto con il passato, identificare un nuovo modo di pensare l'assistenza e l'assistenza infermieristica, un nuovo modo di concepire la persona destinataria del servizio infermieristico." 

## Caratteristiche
L'infermiere è responsabile della pianificazione e gestione del processo assistenziale. Il concetto di professione infermieristica si basa sul possesso di competenza teorico-tecnica, responsabilità ed etica deontologica. Il codice deontologico dell'infermiere è rigido nell'assicurare fedeltà e lealtà del professionista infermiere verso la società e rappresenta il vero segno distintivo tra un'occupazione e una professione qual è quella dell'infermiere.
Il concetto di professionalità individuale si basa sul concetto di norma. La norma è "un modello, una regola, secondo cui uniformare o regolare atti e condotte" .
Il comportamento collettivo e individuale dell'infermiere si circostanzia su tre sistemi normativi:
- Il sistema normativo disciplinare;
- Il sistema normativo giuridico;
- Il sistema normativo etico.

Le regole disciplinari rappresentano il sistema regolativo dell'agire professionale, e si materializzano soprattutto negli aspetti metodologici e strumentali della disciplina infermieristica (ordinamento didattico).
Il sistema normativo giuridico rappresenta la regola stabilita dallo stato verso il professionalismo in quanto rappresenta il riconoscimento sociale di alcuni passaggi ritenuti fondamentali nell'agire professionale e disciplinare(profilo professionale dell'infermiere).
Le regole etiche, oltre a essere indicate dallo stato e dalla normativa giuridica, sono rappresentate dal comportamento deontologico che viene stabilito dalla professione stessa, basato sul sapere, saper essere e saper fare (codice deontologico dell'infermiere).
L'agire professionale è basato su evidenze scientifiche (EBN) motivo per cui si dispone l'obbligo di accreditamento e aggiornamento professionale continuo (ECM).
L'infermiere svolge la sua attività in équipe, a fianco delle altre professioni sanitarie, coadiuva il medico nelle attività diagnostiche-terapeutiche e si avvale del supporto dell'operatore socio sanitario (O.S.S.) attribuendogli compiti ad alta standardizzazione e bassa discrezionalità previsti dal mansionario di tale figura tecnica.

## Nel mondo

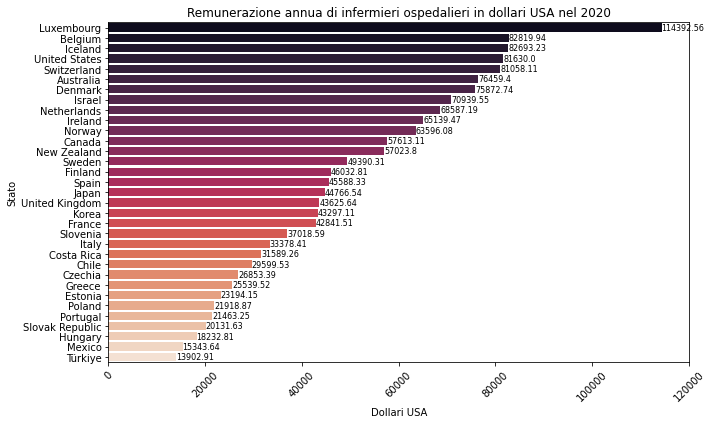
Fonte : [https://stats.oecd.org/index.aspx?queryid=30025 OECD

### Francia
È necessario conseguire apposita "licenza" dopo aver frequentato un corso di studio della durata di tre anni presso un centro di formazione. Sono poi previste specializzazioni:
- IADE ossia infirmier anesthésiste diplômé d’état;
- IBODE ossia infirmier de bloc opératoire diplômé d’état

### Germania
Per diventare infermiere è necessario aver concluso una formazione presso un istituto specializzato e riconosciuto al livello federale per la professione infermieristica (Berufsfachschule für Krankenpflege). Sono previsti 3 anni per la formazione a tempo pieno e 5 anni per quella a tempo parziale; percorsi sperimentali di 3 anni e mezzo prevedono il raggiungimento di una specializzazione in un determinato campo infermieristico. Inoltre, dopo la formazione professionale come infermiere è possibile conseguire un diploma universitario. L’infermiere geriatrico è una qualifica differente da quella dell’infermiere e richiede una percorso di formazione diverso. Gli infermieri tedeschi somministrano farmaci, curano le ferite e si occupano di bendature, fasciature e steccano le fratture. Eseguono punture, perfusioni, trasfusioni ai pazienti. Per determinare il recupero dei pazienti, prestano regolarmente attenzione al loro stato di salute (per esempio ne valutano l’aspetto, il sonno, l’appetito), ne misurano la temperatura, la pressione, il polso e il peso corporeo. Valutano i dati, li documentano in modo sistematico e aggiornano i medici curanti. Creano anche piani di assistenza medica che possono venire monitorati e modificati, se necessario, al fine di offrire al paziente la migliore assistenza possibile.

### Italia
La figura dell'infermiere fa parte delle professioni sanitarie, e la formazione è demandata per legge alle università in Italia.
Il percorso universitario si articola col conseguimento di una laurea triennale, una magistrale ed infine un dottorato di ricerca dopo il conseguimento di quest'ultima.

### Regno Unito
L'infermiere è formato presso la Faculty of Nursing and midwifery in una delle Università nel Regno Unito. Attraverso un corso assegnato presso i seguenti siti a rotazione: Riverside Campus, Chester; Warrington Campus;  Wirral (Clatterbridge) si acquisisce il titolo di non medical prescribing ossia il titolo di infermiere prescrittore.
Inoltre esistono master e scuole di specializzazione in postgraduate in differenti rami della sanità che abilitano a funzioni altamente specifiche come lo Specialist Community Public Health Nursing.

### Stati Uniti d'America
La figura dell'infermiere è distinta da quella del paramedico, quest'ultima disciplinata da norme e leggi - anche a livello federale - che si occupa solamente del soccorso e dell'assistenza para-ospedaliera.

## Bullismo
L'American Nurses Association (ANA) definisce il bullismo infermieristico come "azioni dannose ripetute e indesiderate intese a umiliare, offendere e causare angoscia nel destinatario […] un problema molto grave che minaccia la sicurezza del paziente, dell'infermiere e della professione nel suo complesso. Il bullismo infermieristico è un problema sistemico e pervasivo che inizia molto prima della formazione e continua per tutta la carriera professionale.